# 支兰芳
支兰芳（1922年—1942年），原名支春珠，生于浙江省嵊县支鉴路村，越剧女演员，擅长小旦。1941年，被南洋戏院聘为二肩旦。1941年，与马樟花组成天星越剧团。1941年12月，与竺素娥等合作演出。代表作品有越剧《碧玉簪》(饰演李秀英)、《盘夫索夫》(饰演严兰贞)、《秦雪梅训子》(饰演秦雪梅)、《沉香扇》(饰演蔡兰英)等。